# Нассер Аль-Джовхар
Нассер Аль-Джовхар (араб. ناصر الجوهر; нар. 13 березня 1943, Ер-Ріяд) — саудівський футболіст, що грав на позиції захисника. По завершенні ігрової кар'єри — футбольний тренер, насамперед відомий роботою зі збірною Саудівської Аравії.
Виступав за клуб «Аль-Наср» (Ер-Ріяд).

## Ігрова кар'єра
У дорослому футболі дебютував 1961 року виступами за команду клубу «Аль-Наср» (Ер-Ріяд), кольори якої і захищав протягом усієї своєї кар'єри гравця, що тривала цілих двадцять чотири роки.

## Кар'єра тренера
Розпочав тренерську кар'єру невдовзі по завершенні кар'єри гравця, 1987 року, очоливши тренерський штаб свого рідного клубу «Аль-Наср» (Ер-Ріяд), з командою якого працював 14 років.
2002 року уперше очолив тренерський штаб національної збірної Саудівської Аравії, в якому згодом працював у 2002, протягом 2008—2009 та в 2011 роках.

## Титули і досягнення
- Срібний призер Кубка Азії: 2000